# Heerenbeekloop
De Heerenbeekloop is een waterloop in de Nederlandse gemeente Boxtel.
De 4,2 km lange waterloop komt vanuit natuurgebied De Mortelen, stroomt min of meer in noordelijke richting, buigt ten zuiden van Lennisheuvel naar het westen en komt uiteindelijk in de Beerze uit.
Was het gedurende langere tijd een kaarsrechte ontwateringsgreppel, gegraven in de jaren '60 van de 20e eeuw in het kader van een ruilverkavelingsproject, in 2003 werd de waterloop heringericht, kreeg meanders en een brede oeverzone met poelen en moerasgebieden. Aldus werd een ecologische verbindingszone gecreëerd.